# Avant-propos
L’avant-propos (abrégé « av.-pr. ») est l’un des synonymes de préface.
Ce terme, qui n’est que la traduction mot à mot de prosfatio, a été usité en français dès le XVIe siècle. L’avant-propos, comme la préface, a pour objet de donner des indications utiles sur le plan et le but du livre.
L’avant-propos ne dispense pas toujours d’une introduction. Ainsi, Voltaire a placé l’un et l’autre en tête de son Essai sur les mœurs.
Selon Émile Littré, « le premier qui mit en œuvre avant-propos pour prologue, fut Louis Lecharrond en ses Dialogues ; dont on se mocquoit au commencement ».

## Source
- Gustave Vapereau, Dictionnaire universel des littératures, Paris, Hachette, 1876, p. 173